# Chipre en los Juegos Olímpicos de Salt Lake City 2002
Chipre estuvo representado en los Juegos Olímpicos de Salt Lake City 2002 por un deportista que compitió en esquí alpino.  
El portador de la bandera en la ceremonia de apertura fue el esquiador Theodoros Jristodulu. El equipo olímpico chipriota no obtuvo ninguna medalla en estos Juegos.